# Корабельников, Григорий Маркович
Григорий Маркович Корабельников (23 января 1904, Короп—14 марта 1996) — советский и российский литературный критик и литературовед. Кандидат филологических наук (1940).

## Биография
Родился 23 января 1904 года в г. Короп Российской империи, ныне Черниговская область Украины.
С середины 1920-х годов — член МАПП.
Окончил Институт красной профессуры (1934). Один из авторов книги «Канал имени Сталина» (1934). Работал старшим научным сотрудником ИМЛИ.
Участник Великой Отечественной войны. Сначала боец народного ополчения, с сентября 1941 — военный корреспондент газеты «Боевой товарищ» Резервного фронта, затем — газет «Уничтожим врага» 5-й армии, «За честь Родины» 20-й армии, редактор многотиражки «Красноармейская правда» 179-й стрелковой дивизии.
Член Союза писателей СССР (1934).
В 1945—1960 годах — член редколлегии альманаха (с 1955 — журнала) «Дружба народов».
Член редколлегии, заведующий отделом «Литературной газеты» (1960—1963).

## Награды
- Награждён орденом Красной Звезды, орденом Отечественной войны II степени и медалями.

## Сочинения

### Критика
- За партийность литературы. М., 1931 (Библиотека Огонек)
- Конец чеховской темы. М., 1934
- Дорога к образу: Размышления и критика. М., 1975; 2-е изд. М., 1979.
- Гамзат Цадаса: Лит. портрет. М., 1976
- Сулейман Стальский и Гамзат Цадаса. Махачкала, 1977
- Сулейман Стальский: Лит. портрет. М., 1979 (Писатели Сов. России)

### Переводы
- Джамбул. Пуля врагу. М., 1941